# Chimarra leucophlebia
Chimarra leucophlebia är en nattsländeart som beskrevs av Navás 1932. Chimarra leucophlebia ingår i släktet Chimarra och familjen stengömmenattsländor. Inga underarter finns listade i Catalogue of Life.